# Domingo Ynduráin Muñoz
Domingo Ynduráin Muñoz (Zaragoza, 29 de octubre de 1943 - Madrid, 27 de marzo de 2003) fue un catedrático de Literatura Española que ocupó el cargo de secretario de la Real Academia Española desde enero de 1999 hasta la fecha de su muerte.

## Biografía
Filólogo de profesión y especialista en Literatura y Lengua castellana de los siglos XV y XVI, era hijo del también filólogo Francisco Ynduráin.

## Trayectoria
Durante su vida fue profesor en las universidades de Zúrich y Lausana, en Suiza, y de la de Lovaina, en Bélgica. Durante los últimos años de su vida fue catedrático de Literatura Española en la Universidad Autónoma de Madrid. 
Desde 1988 desempeñó el cargo de Vicerrector de Humanidades de la Universidad Internacional Menéndez Pelayo de Santander, siendo al tiempo, durante un periodo, Secretario General de la misma hasta que en 1991 cesa del mismo para continuar su carrera como docente.
En 1994 fue elegido por el Congreso de los Diputados miembro del Consejo de Universidades y en 1996 le fue otorgada la titularidad del sillón "a" minúscula de la Real Academia Española, ocupando la vacante que había dejado Elena Quiroga.
En enero de 1999 fue elegido por mayoría absoluta secretario de la RAE sustituyendo en el cargo a Víctor García de la Concha. A principios de 2003 volvió a contar con el respaldo de los académicos para mantenerse en el cargo durante otros cuatro años, aunque no llegó a completar dicho periodo, ya que en marzo del mismo 2003 falleció víctima de una larga enfermedad.

## Obra
Fue autor de estudios sobre la poesía de Espronceda y Quevedo, así como de otros sobre la obra de José María de Pereda, Pardo Bazán, Juan Valera, Clarín, Galdós y Ganivet, alcanzando muchos de sus escritos relevancia internacional.
Entre sus obras más destacadas se encuentran: Análisis formal de la poesía de Espronceda (1971); Ideas recurrentes en Antonio Machado (1975); Época contemporánea 1939-1980 (1981); Aproximación a San Juan de la Cruz (1990) y Humanismo y Renacimiento en España (1994).
| Predecesora: Elena Quiroga de Abarca | Académico de la Real Academia Española Sillón a 1997 - 2003 | Sucesor: Pedro García Barreno |